# KTS みんなのニュース
『KTS みんなのニュース』（ケーティーエス みんなのニュース）は、鹿児島テレビで夕方に放送されていた鹿児島県向けのローカルワイドニュース番組。ハイビジョン制作（ハイビジョン放送は地上デジタル放送のみで実施）。

## 番組概要
- キー局・フジテレビが『（FNN）みんなのニュース』をスタートさせることに伴い、『KTSスーパーニュース』の後番組として2015年3月30日に放送開始。
- 『KTSスーパーニュース』（第2期）までとは異なり、番組表（新聞の番組表、電子番組ガイドなど）上では、以下のようにFNN枠も含めた全国ニュースとローカルニュースで区切られていた（実質上、オムニバス放送）、これは2023年現在放送中の『KTSライブニュース』でも同様である。
- 平日版は2018年3月30日・週末版は2018年4月1日をもって終了、次番組は『KTSプライムニュース』。

## 放送時間
※何れも日本標準時。
全て日本時間（JST）で記す。
- 平日（月 - 金曜）

| 期間      | 期間      | 『KTS みんなのニュース』 （FNN枠も含めた全国ニュース） | 『みんなのニュース かごしま』 （鹿児島県内向けのローカルニュース） |
| --------- | --------- | ------------------------------------------------------ | ------------------------------------------------------------------ |
| 2015.3.30 | 2016.4.1  | 17:00 - 18:15（75分）                                  | 18:15 - 18:56（41分）                                              |
| 2016.4.4  | 2017.3.31 | 16:50 - 18:14（84分）                                  | 18:14 - 18:56（42分）                                              |
| 期間      | 期間      | 『みんなのニュース』 （FNN枠も含めた全国ニュース）     | 『KTSみんなのニュース』 （鹿児島県内向けのローカルニュース）       |
| 2017.4.3  | 2018.3.30 | 16:50 - 18:14（84分）                                  | 18:14 - 18:56（42分）                                              |

- 土曜：17:30 - 18:00[2]
- 日曜：17:30 - 17:56[3]

## タイムテーブル
2017年4月現在
| 『みんなのニュース かごしま』 | 『みんなのニュース かごしま』               | 『みんなのニュース かごしま』                                                                    |
| 時刻                          | 内容                                        | 備考                                                                                             |
| ----------------------------- | ------------------------------------------- | ------------------------------------------------------------------------------------------------ |
| 18:14.00                      | タイトル・ニュース（主なニュース）          | フジテレビで15:50に使用されているオープニングCGに「KTSみんなのニュース」の文字が追加されている。 |
| 18:30頃                       | 曜日別コーナー・話題                        |                                                                                                  |
| 18:40頃                       | 天気予報                                    | 『KTSスーパーニュース』最末期から引き続き金曜日はアミュプラザ鹿児島から中継を行う。              |
| 18:50                         | みんなのペット（月曜 - 金曜）・エンディング |                                                                                                  |
| 18:56.15                      | エンドクレジット（10秒）                    | 18:56以降はEPG上はミニ番組となっている。                                                         |
| 18:56.25                      | 番組終了                                    | ステブレレスでミニ番組に直結                                                                     |

| 『KTS みんなのニュース Weekend』(土曜日) | 『KTS みんなのニュース Weekend』(土曜日) | 『KTS みんなのニュース Weekend』(土曜日)       |
| 時刻                                     | 内容                                     | 備考                                           |
| ---------------------------------------- | ---------------------------------------- | ---------------------------------------------- |
| 17:30:00                                 | タイトル・ニュース（主なニュース）       | 全国ニュース・スポーツ                         |
| 17:46:35                                 | 予告                                     | フジテレビ発の映像                             |
| 17:48:40                                 | 県内ニュース                             | 17:52:00まで                                   |
| 17:54:00                                 | 天気予報（55秒間）                       | ここでの顔出しは無し、                         |
| 17:56:55                                 | エンドクレジット（5秒）                  | ここでは「KTS みんなのニュース Weekend」と表記 |
| 17:57:00                                 | 番組終了                                 | コマーシャルへ                                 |

| 『KTS みんなのニュース Weekend』(日曜日) | 『KTS みんなのニュース Weekend』(日曜日) | 『KTS みんなのニュース Weekend』(日曜日)                                                 |
| 時刻                                     | 内容                                     | 備考                                                                                     |
| ---------------------------------------- | ---------------------------------------- | ---------------------------------------------------------------------------------------- |
| 17:30:00                                 | タイトル・ニュース（主なニュース）       | 全国ニュース・スポーツ                                                                   |
| 17:46:35                                 | 予告                                     | フジテレビ発の映像                                                                       |
| 17:48:40                                 | 県内ニュース                             | 17:52:15まで                                                                             |
| 17:56:15                                 | エンドクレジット（5秒）                  | ここでは「KTS みんなのニュース Weekend」と表記、17:56以降はEPG上は天気予報となっている。 |
| 17:56:20                                 | 番組終了                                 | コマーシャルへ、天気予報は17:57:20から                                                   |

## 主なコーナー
大隅フラッシュ・支局だよりは前番組から継続、みんなのスポーツは前番組（KTSスーパーニュースではスーパースポーツとして放送）から改題の上継続。
- みんなのペット（月曜 - 金曜） - 2016年10月3日開始。視聴者から募集したペットの写真や動画をエンディングに紹介する。金曜日に限って放送していなかった時期がある。
- みんなのスポーツ（月曜）
  - これとは別に土曜日 11:30 - 11:45に放送しているドキュメンタリー番組「チャンネル8」にて毎月1回「みんなのスポーツ Saturday」[4]という企画を放送している。担当は上片平健
- 全国ニュース - 全国ニュースをフラッシュ形式のVTRで伝える（当初の読み上げはフジテレビ側）・一度打ち切られたが2017年10月リニューアルから再開している。
- 支局だより（水曜）
- 木曜特集（木曜） -
- 大隅フラッシュ（金曜）

### 終了したコーナー
- あの日を思う 戦後70年 かごしま（木曜） - 2015年10月8日終了
- シリーズ国民文化祭 - 2015年10月12日 - 10月16日、当時鹿児島県で行われた第30回国民文化祭かごしま2015で行われるイベントの準備風景をVTRで紹介。
- かごしまのセンタク - 2016年3月29日終了
- あしたのミカタ（火曜） - 2016年4月5日開始・旧名称はかごしまのセンタク。終了時期不明
- みんなの駅（金曜） - 開始時期不明、県内各地の駅を紹介する。

## 出演者
以下は前番組「KTSスーパーニュース」から継続
- キャスター（いずれも、鹿児島テレビアナウンサー）
  - 坪内一樹
  - 井上彩香
- 気象予報士
  - 新井雅則
- 大隅フラッシュ（金曜）
  - 春山たかよ（KTS鹿屋支社のスタジオから出演）